# David Díaz
David Ignacio Díaz (Deán Funes, Córdoba, Argentina - 25 de septiembre de 1975) es un deportista argentino que jugó para numerosos clubes de Sudamérica. Se desempeñaba en el puesto de defensor, surgido del Club Atlético Talleres de Córdoba.

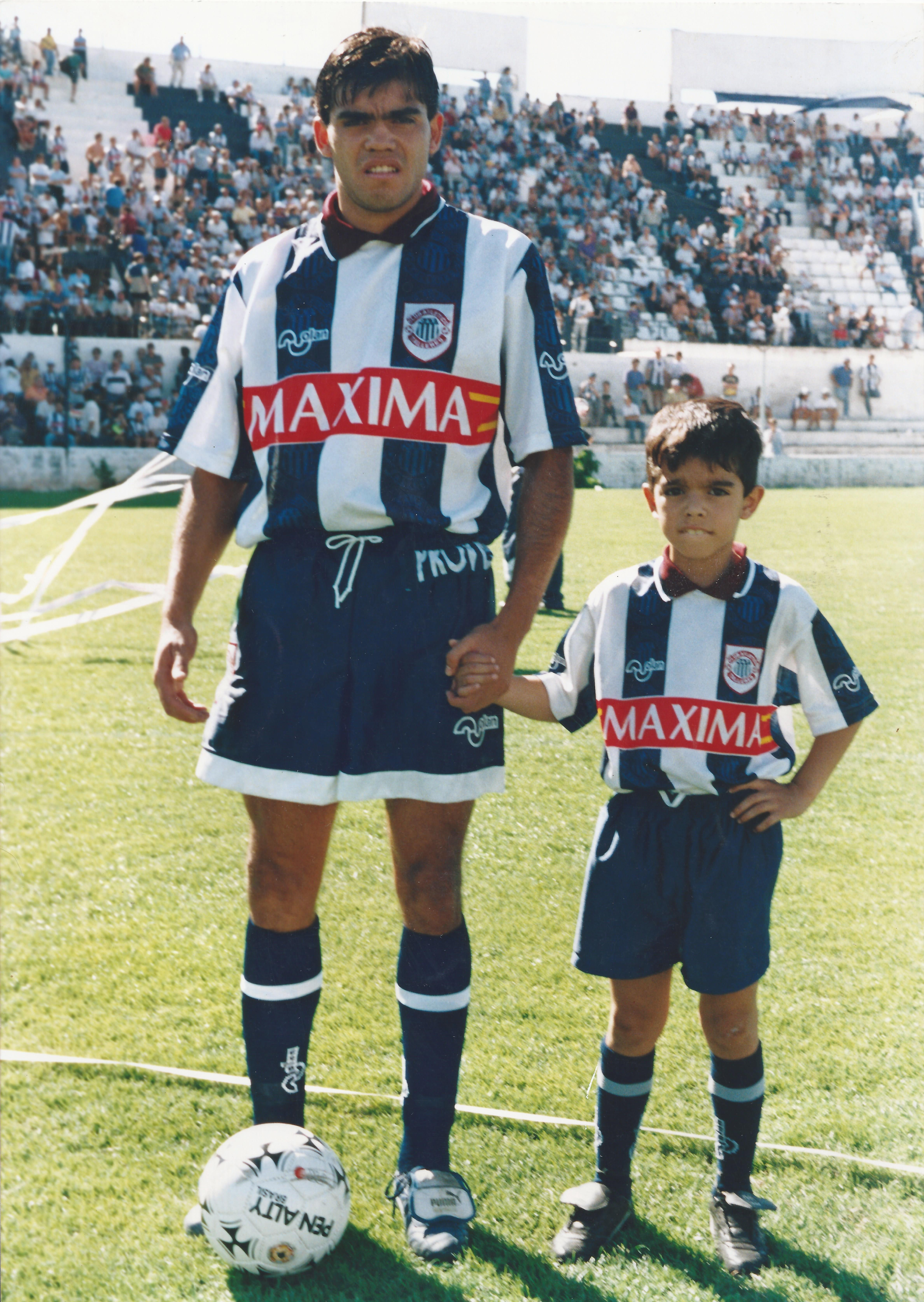
David Díaz junto a su hermano

## Carrera
David Díaz comenzó su carrera futbolística en el Club Leandro N. Alem, de la localidad de Deán Funes. Allí, hizo inferiores desde 1985 a 1994.
Luego, siguió en las divisiones formativas del Club Atlético Talleres, desde 1994 a 1996, año de su debut en la Primera División del fútbol argentino.
En el año 2000, Díaz pasa de Talleres al Club Atlético General Paz Juniors de Córdoba, en donde disputa el Torneo Nacional B hasta mediados del año 2001.
En el mismo año, juega en las filas del Club Atlético Los Andes de Buenos Aires sólo 6 meses hasta el año 2002, en donde cruza la frontera para defender la camiseta del Club Deportivo Coopsol de Perú, en la Primera División de ese país.

Ya en el país andino, David Díaz deja una muy buena impresión. Tal es así, que está a un paso de pasar a las filas del Sporting Cristal (si se quiere, uno de los llamados grandes de la categoría), pero los directivos del Coopsol no cumplen el contrato y se ve obligado a volver al país.
Nuevamente en la Argentina, vuelve a General Paz Juniors en donde disputa el Torneo Argentino A en el segundo semestre del año 2003 hasta su retiro.

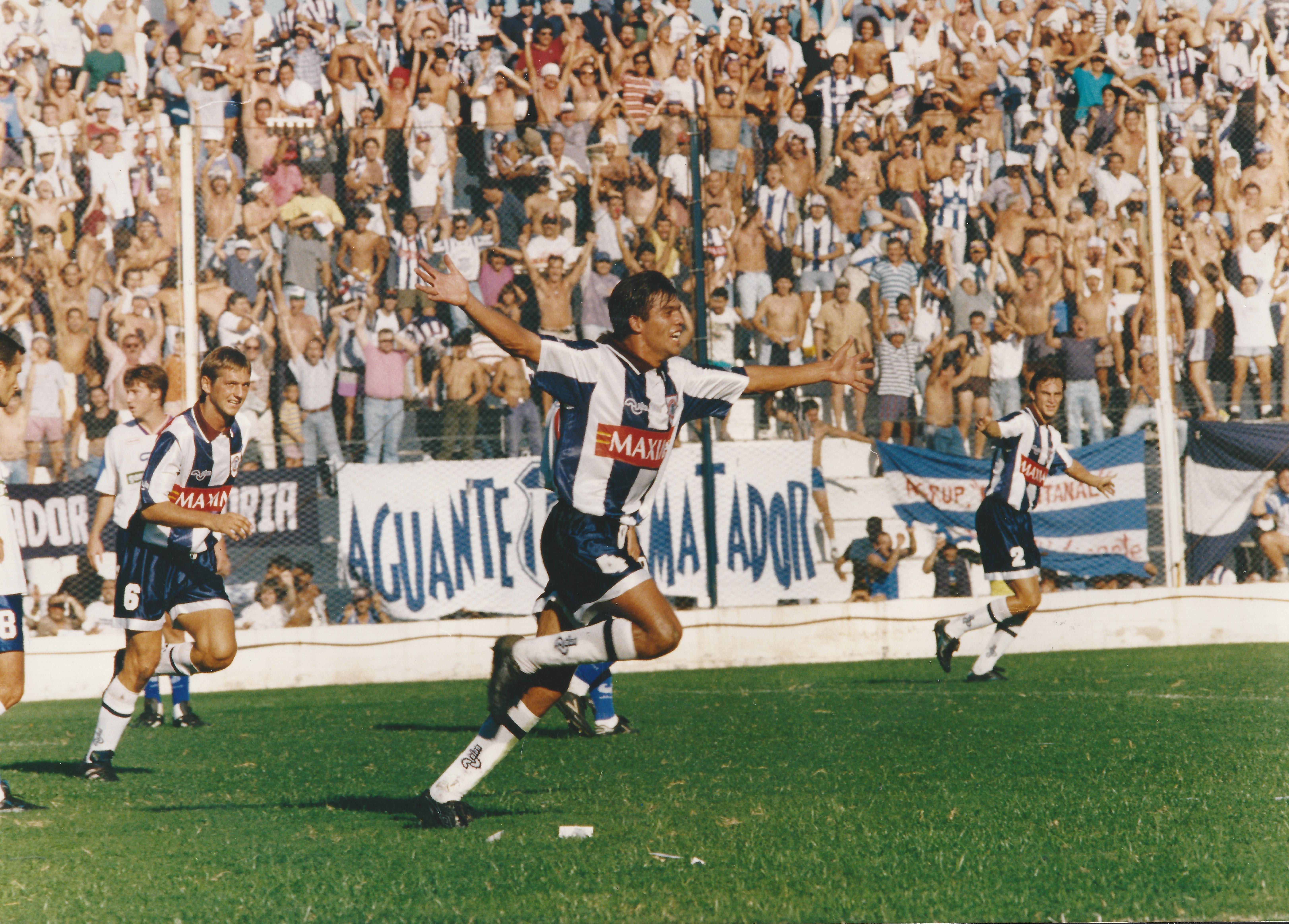
David Díaz festeja su primer gol en Talleres.

| Club                              | País      | Año         |
| --------------------------------- | --------- | ----------- |
| Club Leandro N. Alem              | Argentina | 1985 - 1994 |
| Club Atlético Talleres de Córdoba | Argentina | 1994 - 2000 |
| Club Atlético General Paz Juniors | Argentina | 2001        |
| Club Atlético Los Andes           | Argentina | 2001        |
| Club Deportivo Coopsol            | Perú      | 2002        |
| Club Atlético General Paz Juniors | Argentina | 2002 - 2003 |

## Debut
El 16 de noviembre de 1996, David Díaz debuta como titular en la primera división del Club Atlético Talleres. Lo hace nada más y nada menos que contra el clásico rival (Club Atlético Belgrano), logrando una victoria histórica por 5 a 0 en el marcador.
La síntesis de ese partido fue:
Día: Sábado 16 de noviembre de 1996.

Cancha: Estadio Córdoba.

Árbitro: Daniel Giménez.

Campeonato: Primera B Nacional 1996/97 (partido televisado en directo para todo el país).

Formaciones:

Club Atlético Talleres:
Mario Cuenca; David Díaz, Ramón Galarza, José Montelongo y José María Rozzi; Javier López, Andrés Cabrera, José Luis Fernández (ST: 12m Fernando Clementz); Rodrigo Astudillo, Roberto Oste (ST: 24m Alejandro Ortiz) y José Zelaya (ST: 30m Cristian García). Suplentes: Rodrigo Burela y Juan Yanzón. DT: Ricardo Gareca.
Club Atlético Belgrano: Bernardo Ragg; Cristian Binetti (ST: Leonardo Torres), Julio López, Federico Bessone y Norberto Testa; Hernán Manrique (ST: Sebastián Cattáneo), Horacio García, Adrián Ávalos y Adrián Álvarez (ST: 36m Darío Sala);
Cristian Carnero y Luis Artime.
Suplentes: César Laciar y Hernán Medina. DT: Pedro Jorge Marchetta.
Goles: PT: 37m. Zelaya (T). ST: 2m. Zelaya (T); 7m. Zelaya (T) de penal; 9m. Astudillo (T);              38m. Alejandro Ortiz (T).

Amonestados: Montelongo (T). Julio López, Adrián Ávalos, Horacio García, Carnero, Cattaneo y Torres (B).

Expulsado: ST: 36m. Ragg (B) por infracción de último recurso.

Nota: ST: 25m. Cuenca (T) le atajó un penal a Artime (B).

## Palmarés
Es en el Club Atlético Talleres en donde David Díaz logra sus mayores éxitos deportivos y profesionales, tanto para él, como para el club.
Comienza la senda del éxito en el campeonato Nacional B de 1997, cuando es campeón del torneo, pero no logra el ascenso a la primera división.
Luego, en 1998, se le daría el campeonato nuevamente, pero esta vez coronado por el ascenso a la Primera División y venciendo, otra vez, al clásico rival, el Club Atlético Belgrano. En ese cotejo, David Díaz tendría un rol muy importante, ya que en la definición por penales ejecuta uno de ellos (el 4.º de la serie de cinco), convirtiendo y haciendo que Talleres siguiera hacia el ascenso finalmente logrado.
Al año siguiente, Talleres disputa la Copa Conmebol de 1999. Luego de una reñida serie, llega a la final y, el 8 de diciembre de ese año se corona campeón de la misma. Díaz forma parte de los equipos titulares que disputaban la copa y el campeonato de la primera división argentina de manera alternada. Con éste logro, el club se convierte en el 1.er. y único campeón internacional del interior de la Argentina indirectamente afiliado a AFA.

### Campeonatos nacionales

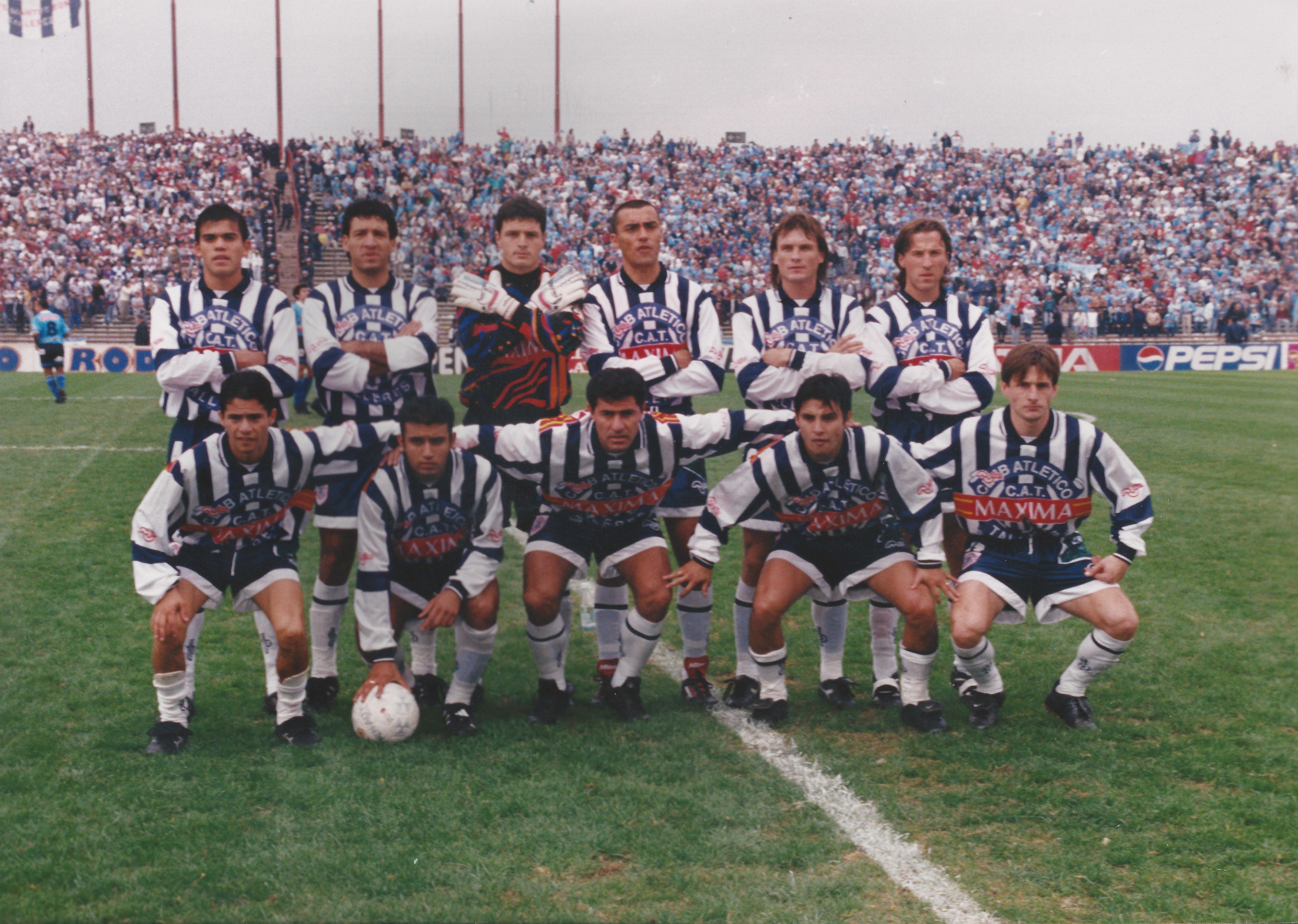
Equipo Campeón de 1998:
David Díaz, primero desde la izquierda (parado).

| Título             | Club                   | País      | Año       |
| ------------------ | ---------------------- | --------- | --------- |
| Primera B Nacional | Club Atlético Talleres | Argentina | 1997/1998 |

### Copas Internacionales

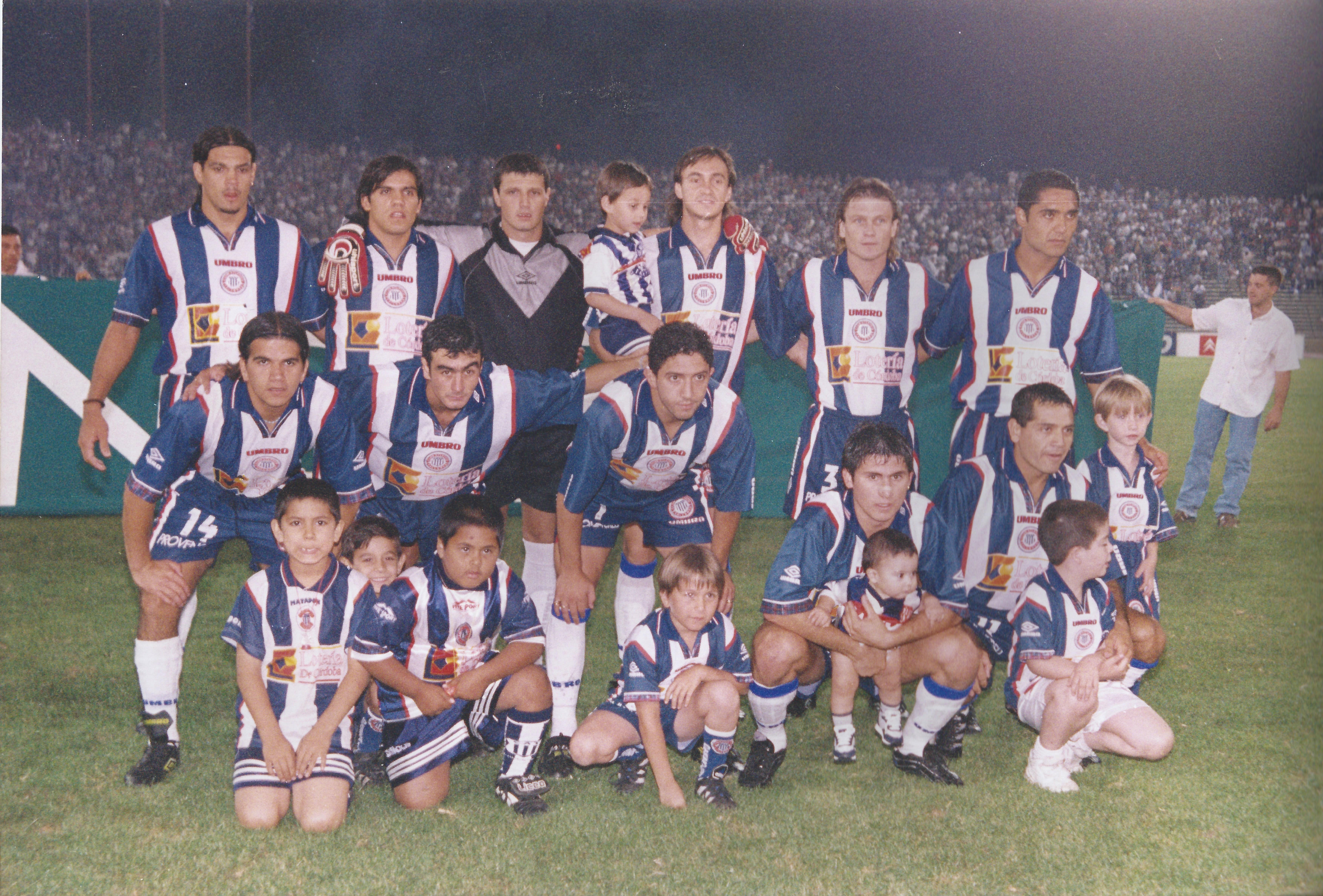
Equipo Campeón de la Copa Conmebol: David Díaz, segundo desde la izquierda (parado).

| Título             | Club                   | País      | Año  |
| ------------------ | ---------------------- | --------- | ---- |
| Copa Conmebol 1999 | Club Atlético Talleres | Argentina | 1999 |

## Lesión y retiro
El domingo 12 de octubre del 2003, el Club Atlético General Paz Juniors visitaba en Rafaela al Club Sportivo Ben Hur. El resultado final fue 1 a 1, justamente con gol de David Díaz.
Pero todo ello es anecdótico si se tiene en cuenta que, en los minutos finales del partido, Díaz sufre la ruptura de la tibia y el peroné.
Tiempo después, esa lamentable e infortunada lesión lo obliga a David Ignacio Díaz a retirarse profesionalmente del fútbol.